# Juli Cerealis
Juli Cerealis (en llatí Julius Cerealis) va ser un poeta romà contemporani de Plini el jove i de Marc Valeri Marcial, a qui es dirigeix com a amic.
Va escriure un poema sobre la mítica Gigantomàquia, o guerra dels gegants.